# Djimrangar Dadnadji
Joseph Djimrangar Dadnadji (Mandoul, 1 de janeiro de 1954 - N'Djamena, 31 de dezembro de 2019) foi um político chadiano, que ocupou o cargo de primeiro-ministro entre janeiro e novembro de 2013.

## Vida e Carreira
Dadnadji ingressou no serviço público em 1975. Foi diretor-geral do Ministério da Educação Nacional de outubro de 1996 a junho de 2002  e foi então nomeado para o governo como ministro de Planejamento, Desenvolvimento e Cooperação em 12 de junho de 2002. um ano depois, ele foi nomeado Ministro do Meio Ambiente e da Água, atuando no cargo de julho de 2003 a julho de 2004. Posteriormente, foi consultor técnico do Presidente de Assuntos Jurídicos e Administrativos e Direitos Humanos de outubro de 2004 a agosto de 2005 e Secretário-Geral da Presidência de agosto de 2005 a maio de 2008. Posteriormente, foi Diretor do Gabinete Civil da Presidência de maio de 2008 a outubro de 2009, e serviu pela segunda vez como Secretário-Geral da Presidência entre novembro de 2009 e março de 2010.
Em 9 de março de 2010, Dadnadji foi nomeado para o governo como Ministro do Planejamento Espacial, Planejamento Urbano e Habitação, permanecendo no cargo até 17 de agosto de 2011, quando foi demitido do governo.
Dadnadji foi novamente nomeado Diretor do Gabinete Civil da Presidência em 3 de setembro de 2012, mas permaneceu no cargo por apenas alguns meses; em 21 de janeiro de 2013, o primeiro-ministro Emmanuel Nadingar renunciou e o presidente Idriss Déby nomeou prontamente Dadnadji para substituí-lo. O governo de Dadnadji, composto por 42 membros, foi nomeado em 26 de janeiro.
Dadnadji serviu como primeiro-ministro por menos de um ano. Ele renunciou ao cargo em 21 de novembro de 2013, depois que os deputados do partido no poder votaram contra ele sob a acusação de ordenar "prisões arbitrárias de deputados". O presidente Déby nomeou prontamente Kalzeubet Pahimi Deubet para substituir Dadnadji no final do dia.

## Morte
No dia 31 de dezembro de 2019, terça-feira, O político teve uma doença cerebrovascular e foi a óbito aos 65 anos. Ele faria 66 anos no dia seguinte. 